# State Parks in Idaho
Dies ist eine Liste der State Parks im US-Bundesstaat Idaho. Die Verwaltung der Parks unterliegt dem Idaho State Department of Parks and Recreation.

## Alphabetische Auflistung
- Ashton to Tetonia Trail
- Bear Lake State Park
- Box Canyon State Park
- Bruneau Dunes State Park
- Castle Rocks State Park
- City of Rocks National Reserve
- Coeur d’Alene Parkway
- Coeur d’Alene’s Old Mission State Park
- Dworshak State Park
- Eagle Island State Park
- Farragut State Park
- Harriman State Park
- Hells Gate State Park
- Henrys Lake State Park
- Heyburn State Park
- Lake Cascade State Park
- Lake Walcott State Park
- Land of Yankee Fork State Park
- Lucky Peak State Park
- Massacre Rocks State Park
- McCroskey State Park
- Ponderosa State Park
- Priest Lake State Park
- Round Lake State Park
- Thousand Springs State Park
- Three Island Crossing State Park
- Trail of the Coeur d’Alenes
- Winchester Lake State Park

## Galerie

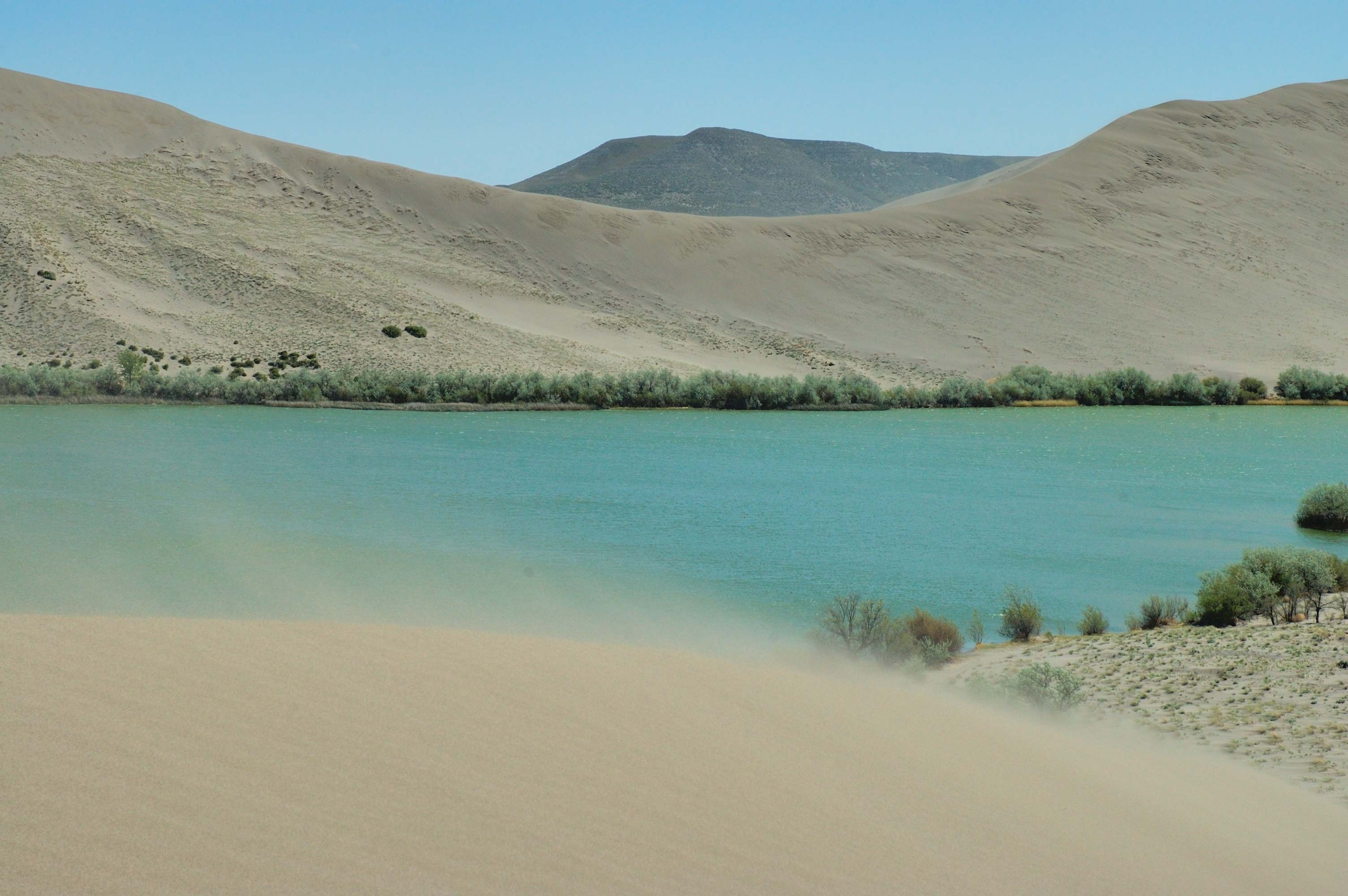
Bruneau Dunes State Park
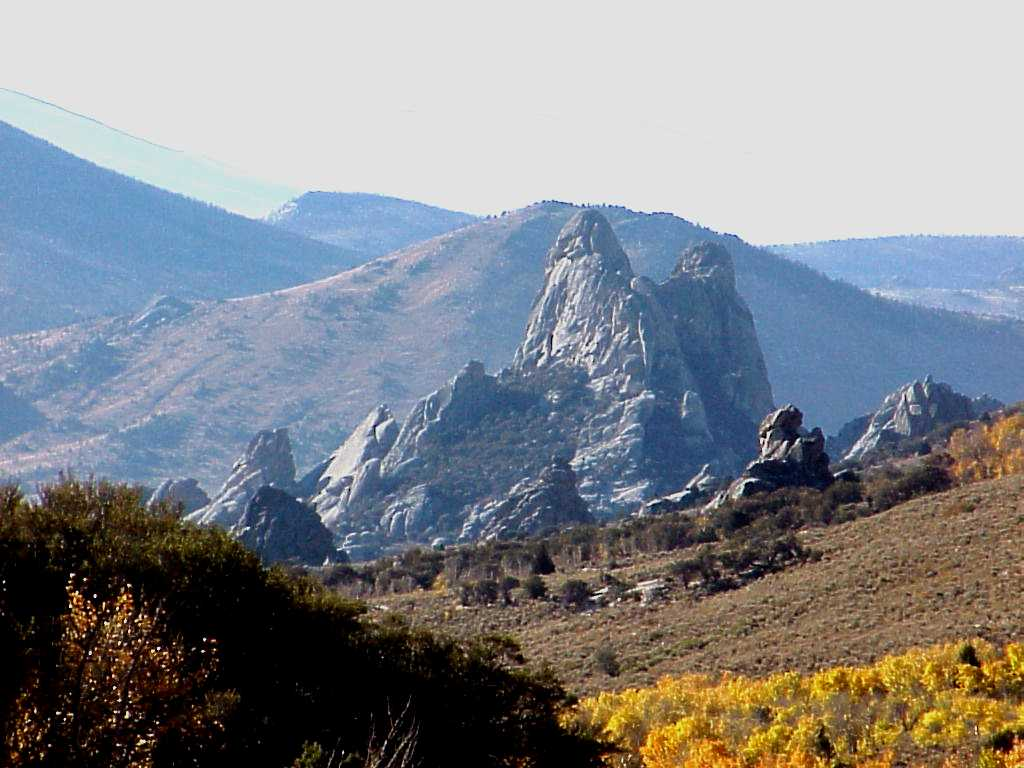
City of Rocks State Park
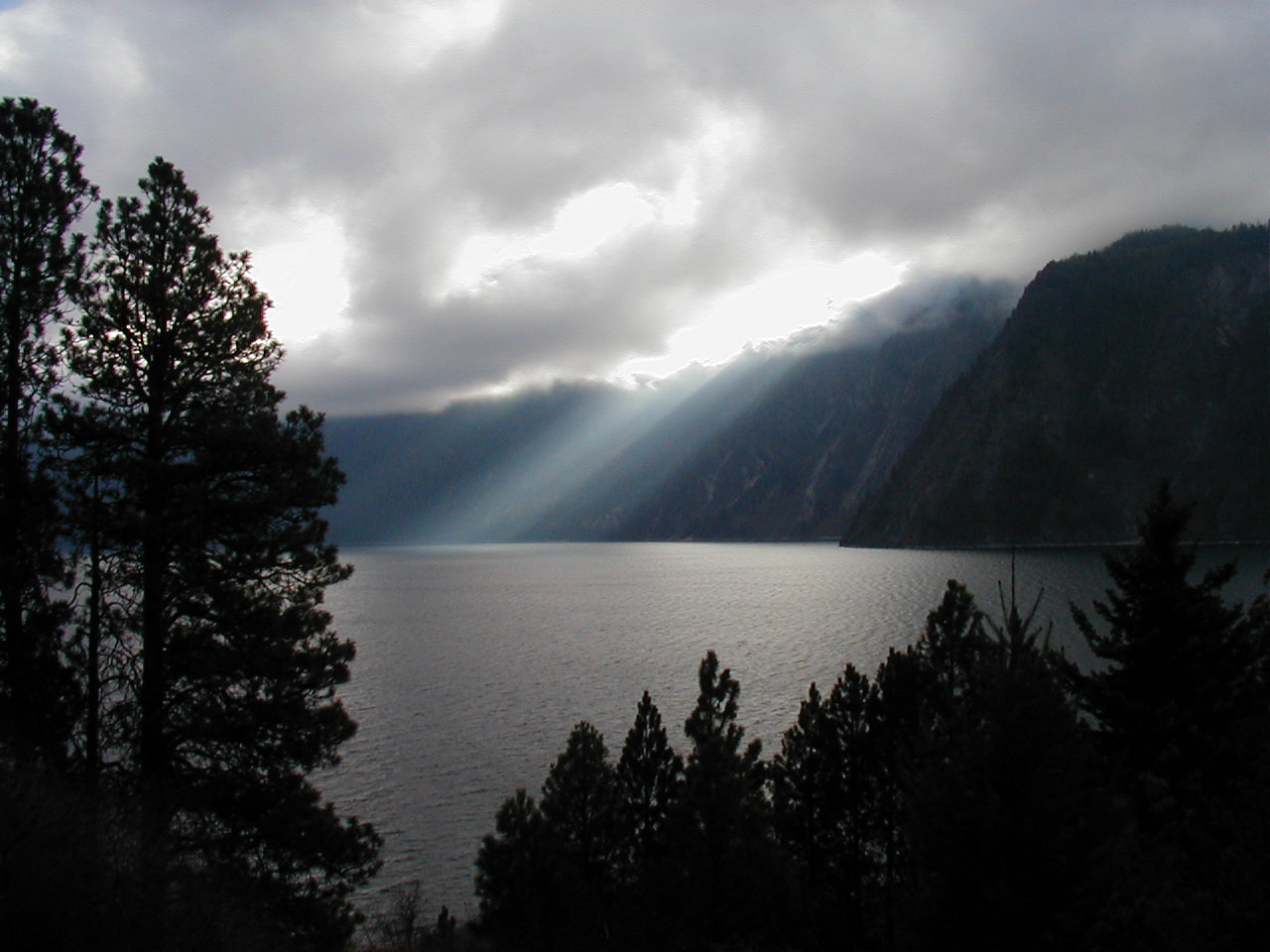
Farragut State Park
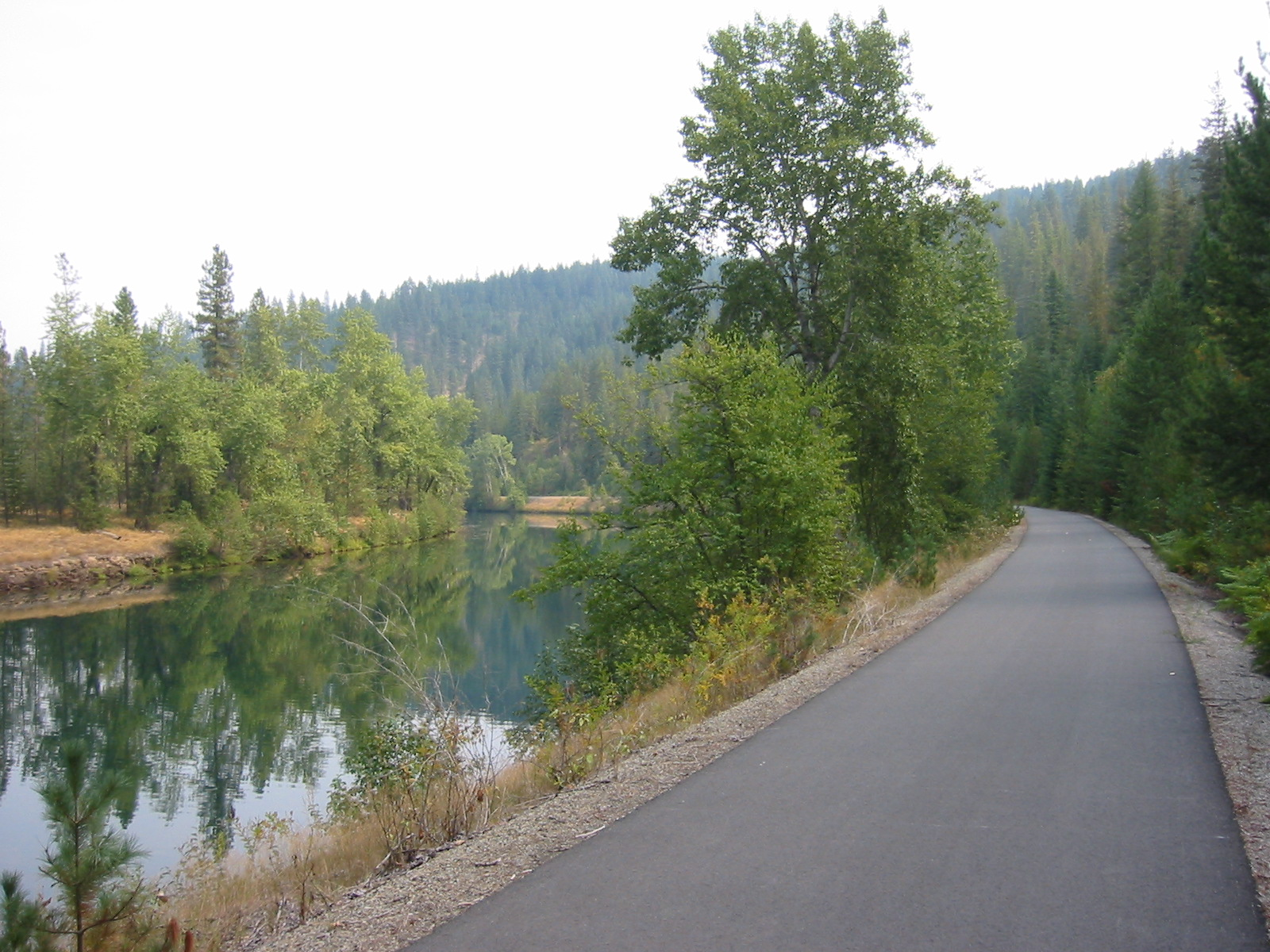
Trail of the Coeur d’Alenes